# Barry Stephenson
Barry Stephenson (* 1987 in Florida) ist ein US-amerikanischer Jazzmusiker (Kontrabass, Komposition) des Post Bop.

## Leben und Wirken
Stephenson wuchs in Florida auf und spielte mit 14 Jahren E-Bass in Rockbands. Während der Highschool kam er mit dem Jazz in Berührung und begann mit 17 Jahren Unterricht auf dem Kontrabass zu nehmen, um sich für die Aufnahme aufs College vorzubereiten. Er studierte dann an der Florida State University Kontrabass bei Rodney Jordan und Melanie Punter; außerdem nahm er privat Unterricht bei Marcus Roberts. Nach seinem Abschluss zog er nach New Orleans, um den Master-Abschluss an der University of New Orleans zu erwerben; Unterricht hatte er dort bei Roland Guerin. Ab 2011 gehörte er der Glen David Andrews Band an und wirkte auch an deren Plattenaufnahmen mit, wie Redemption. Ab 2013 arbeitete er mit Jon Batiste und Stay Human; ferner trat er auf internationalen Festivals in Montreux, Montreal, Newport, Monterey und Umbria auf.
Stephenson erhielt 2011 den Louis Armstrong Award der ASCAP Foundation, 2012 den Svenson Composition Award. 2015 legte er sein Debütalbum Basic Truths mit Eigenkompositionen vor. Aufnahmen entstanden weiterhin mit Jamison Ross (All for One, 2017). Ana Popović (Trilogy) und mit Gregory Generet/Richard Johnson (2 of a Kind) 2019 spielte er im New Yorker Jazzclub Smalls in den Bands von Jonathan Thomas, Philip Dizack und Corey Wallace. 2020 legte er das Album The Iconoclast vor, das er mit Jamison Ross, Ricardo Pascal und Patrick Bartley eingespielt hatte.